# Немішаєве
Неміша́єве — селище в Бучанському районі Київської області. Розташоване за 38 кілометрів на північний захід від Києва. Центр Немішаївської селищної громади.

## Історія
Засноване у вересні 1900 року у зв'язку з будівництвом залізниці Київ-Ковель. Населений пункт названий на честь начальника Південно-Західних залізниць Клавдія Семеновича Немішаєва, що посприяв виділенню на 39-й версті залізничної гілки земельних ділянок для працівників залізниці. До цього територія селища була володінням графів Воронцових-Дашкових.
У період Другої Світової війни на території населеного пункту діяли маргінальні підпільні партизанські організації.
27 січня 1950 року Немішаєве отримало статус селища міського типу (було об'єднано с-ще Немішаєве та с-ще залізничної станції Немішаєве).
Станом на січень 2000 року у селищі проживало близько 6 тисяч населення.

### Російське вторгнення в Україну (2022)
2 березня 2022 року селище окупувала Російська Федерація. Було відсутнє електропостачання, опалення та стабільний мобільний зв'язок. Окупанти за час свого перебування не давали мешканцям можливості отримати гуманітарну допомогу та постійно зривали роботу гуманітарних коридорів. Частина людей, які самостійно намагалися покинути селище, потрапляли під обстріли та гинули.

| Війна почалася буквально із мого вікна, бо бомбардували Гостомель поруч. Спочатку люди думали, що все скоро закінчиться. Але потім все стало страшніше. Одного дня я піднявся на третій поверх сусіднього будинку, побачив, як горить просто усе. |
| — місцевий активіст Руслан |

2 квітня 2022 року у Немішаєвому підняли український прапор після звільнення від російських окупантів.

## Населення

### Мова
Розподіл населення за рідною мовою за даними перепису 2001 року:
| Мова            | Кількість | Відсоток |
| --------------- | --------- | -------- |
| українська      | 5752      | 93.10%   |
| російська       | 409       | 6.62%    |
| білоруська      | 7         | 0.11%    |
| польська        | 1         | 0.02%    |
| гагаузька       | 1         | 0.02%    |
| інші/не вказали | 8         | 0.13%    |
| Усього          | 6178      | 100%     |

## Сучасний стан
На території селища розташовані:
- Дві школи, три дошкільні заклади, одна музична школа, один інклюзивно-ресурсний центр;
- Залізнична станція «Немішаєве»;
- Інститут картоплярства;
- Аграрний коледж (колишня сільськогосподарська школа ім. Петра Столипіна, 1912);
- Недіючий біохімічний завод, який нині повністю поділений по арендах, розташований на вул. Біохімічній, 1;
- Руїни палацу Остен-Сакен[5];
- Кілька зарибнених ставків.

Через селище проходить дорога міжнародного значення М 07 або Е373 Київ-Варшава, «Варшавка».

## Відомі люди, пов'язані з Немішаєвим
- Гулак-Артемовський Яків Петрович(1861, Богуславщина — 1939, Немішаєве) — український краєзнавець, співак, музикант;
- Комендант Павло Іванович (1892—1960, Немішаєве) — видавець і письменник;
- Бабій Анастасія В'ячеславівна (нар. Немішаєве) — українська стендап-комікеса, радіоведуча, сценаристка

## Цікаві факти
У Немішаєвому знаходиться Інститут картоплярства та єдиний в Україні пам'ятник картоплі, а саме сорту «Скарбниця». Якщо уважно придивитися, то на пам'ятнику можна знайти і колорадського жука.

## Місто-побратим
Радзимін, Польща

## Галерея

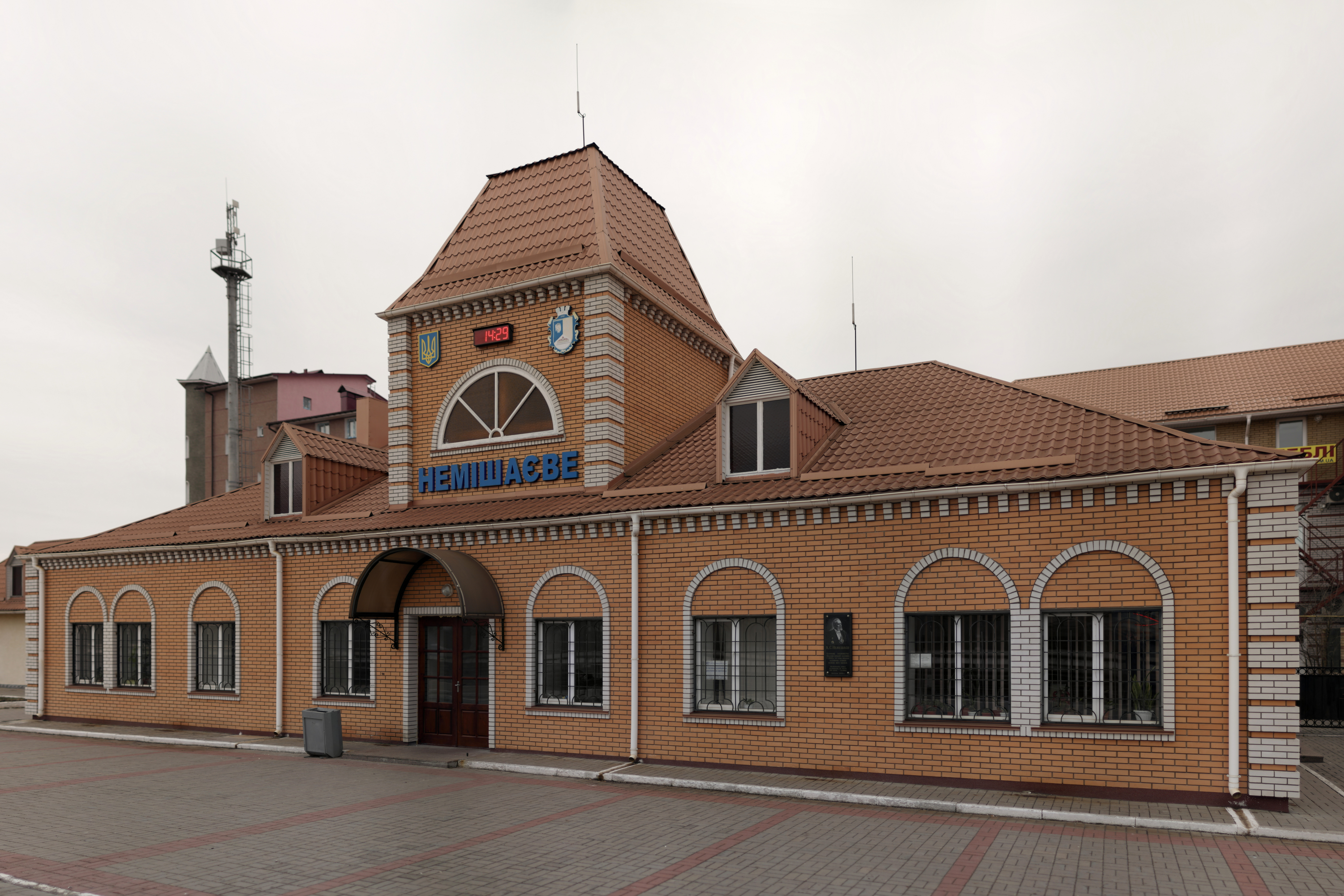
Будівля залізниці
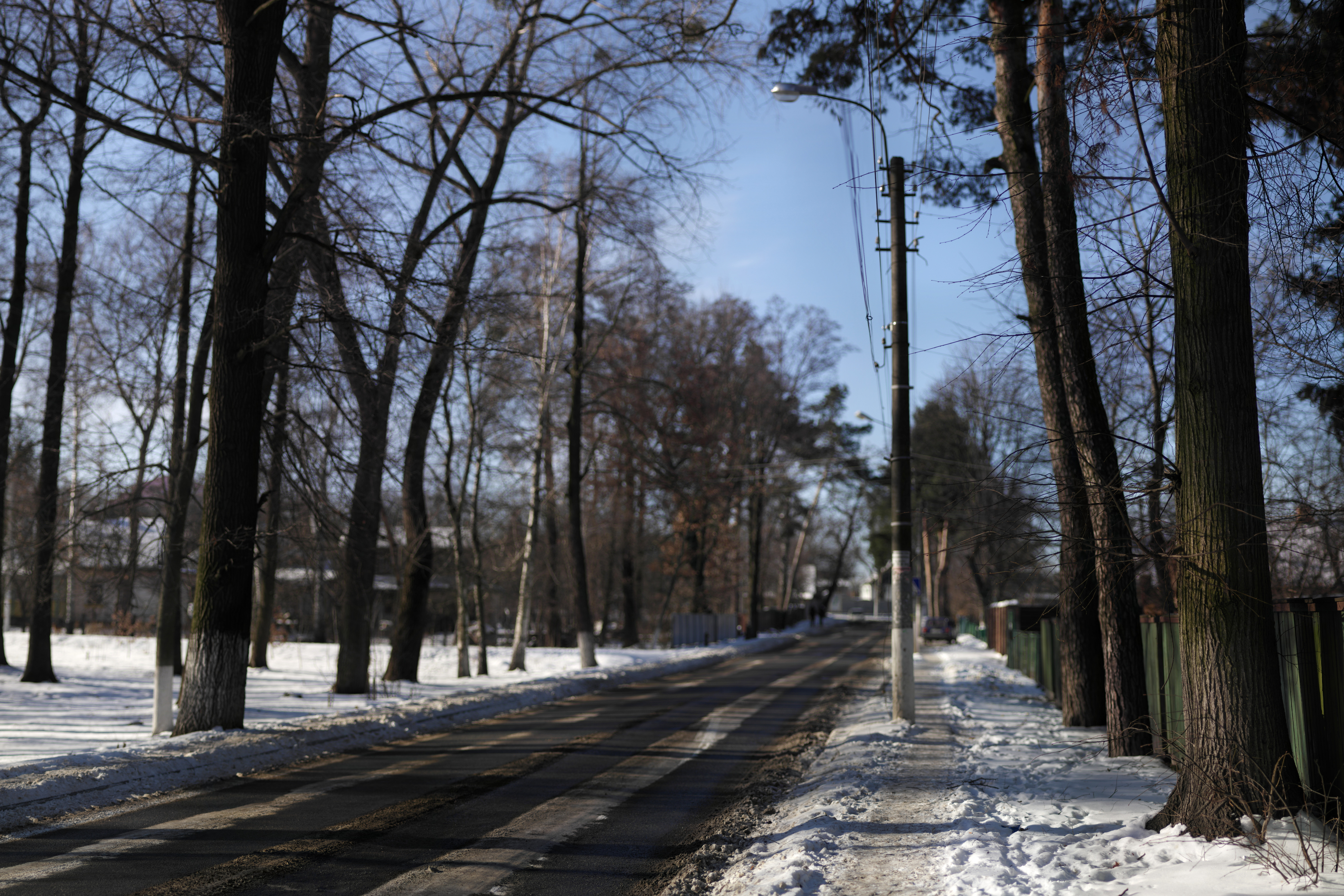
Вулиця Садова
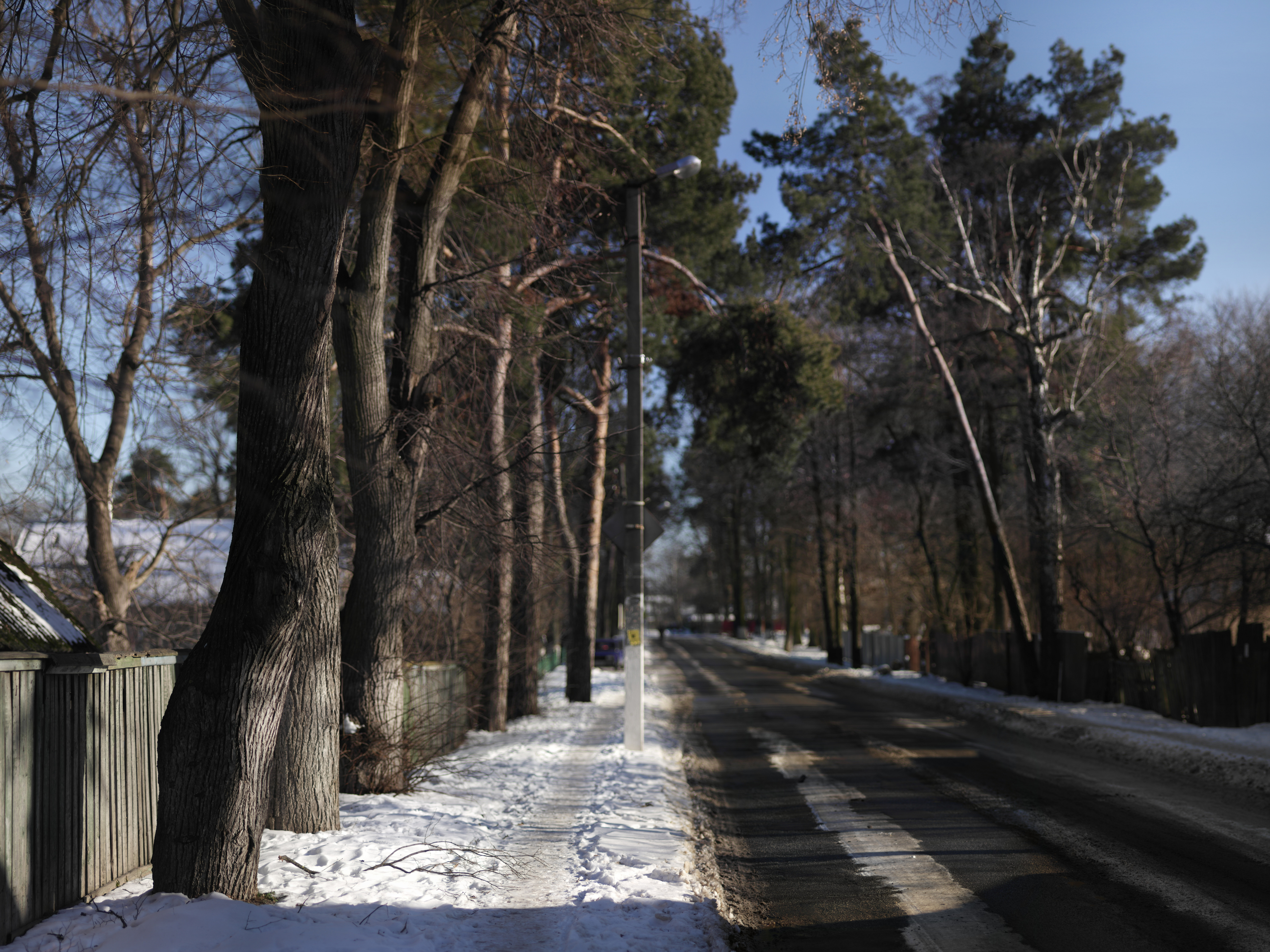
Вулиця Садова
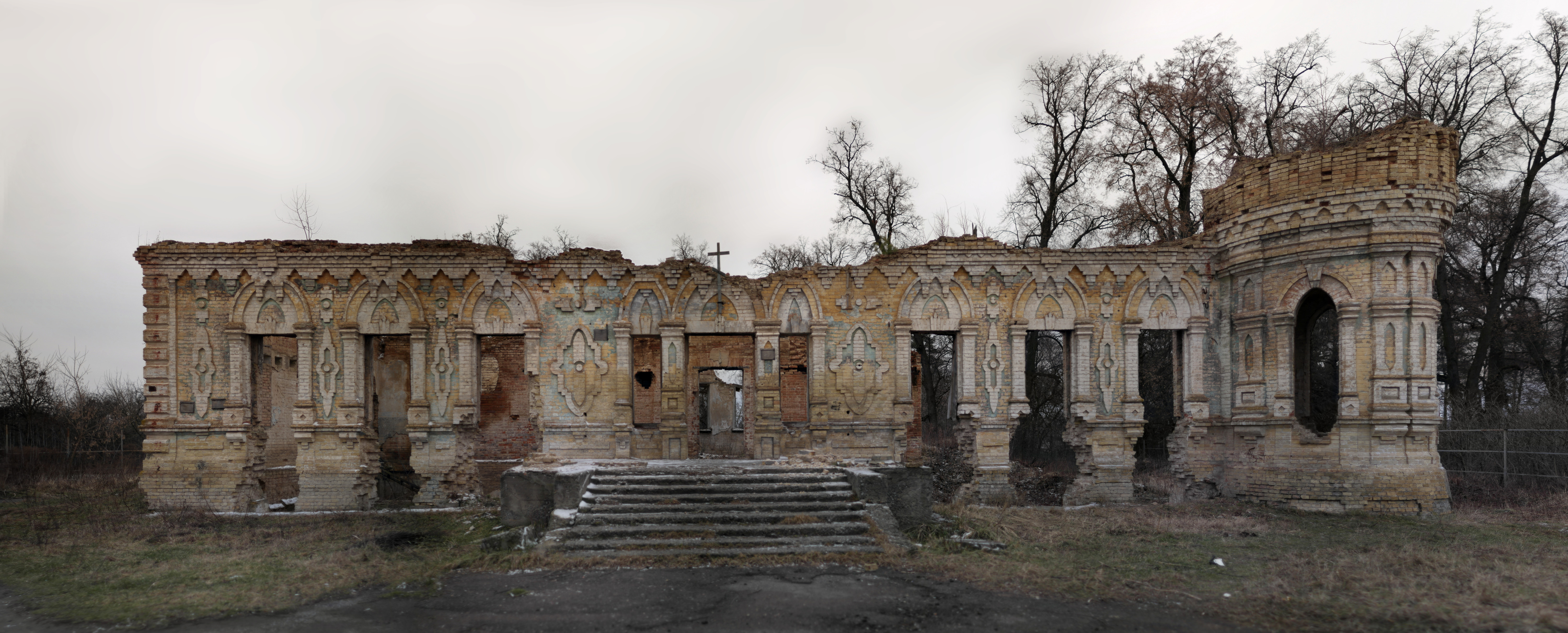
Руїни садиби Остен Сакен
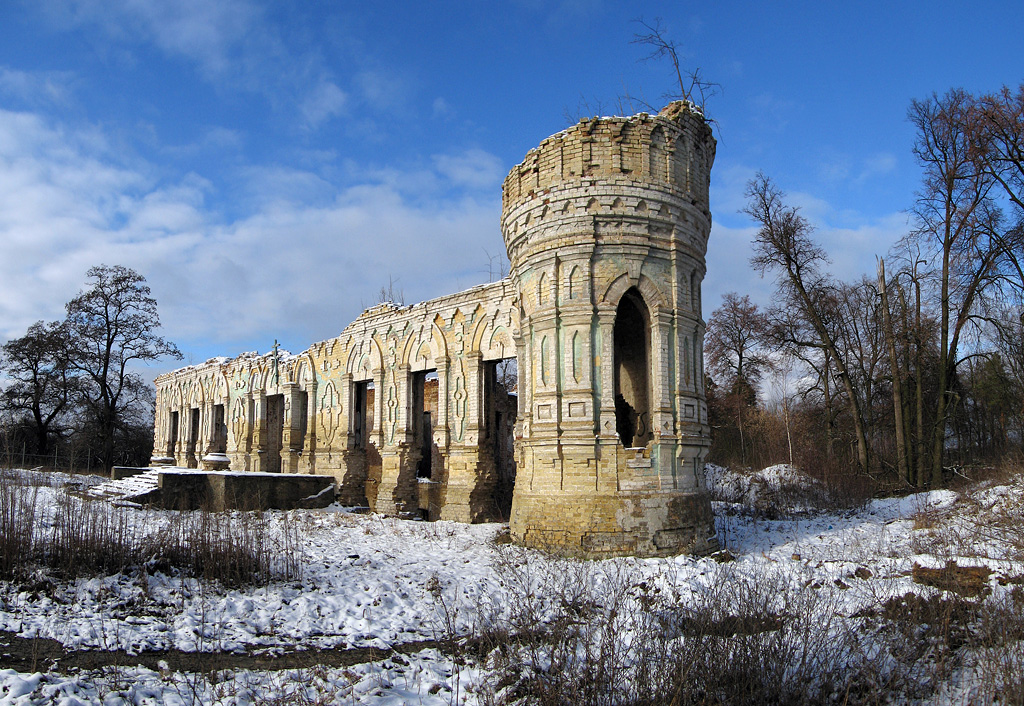
Руїни садиби Остен Сакен
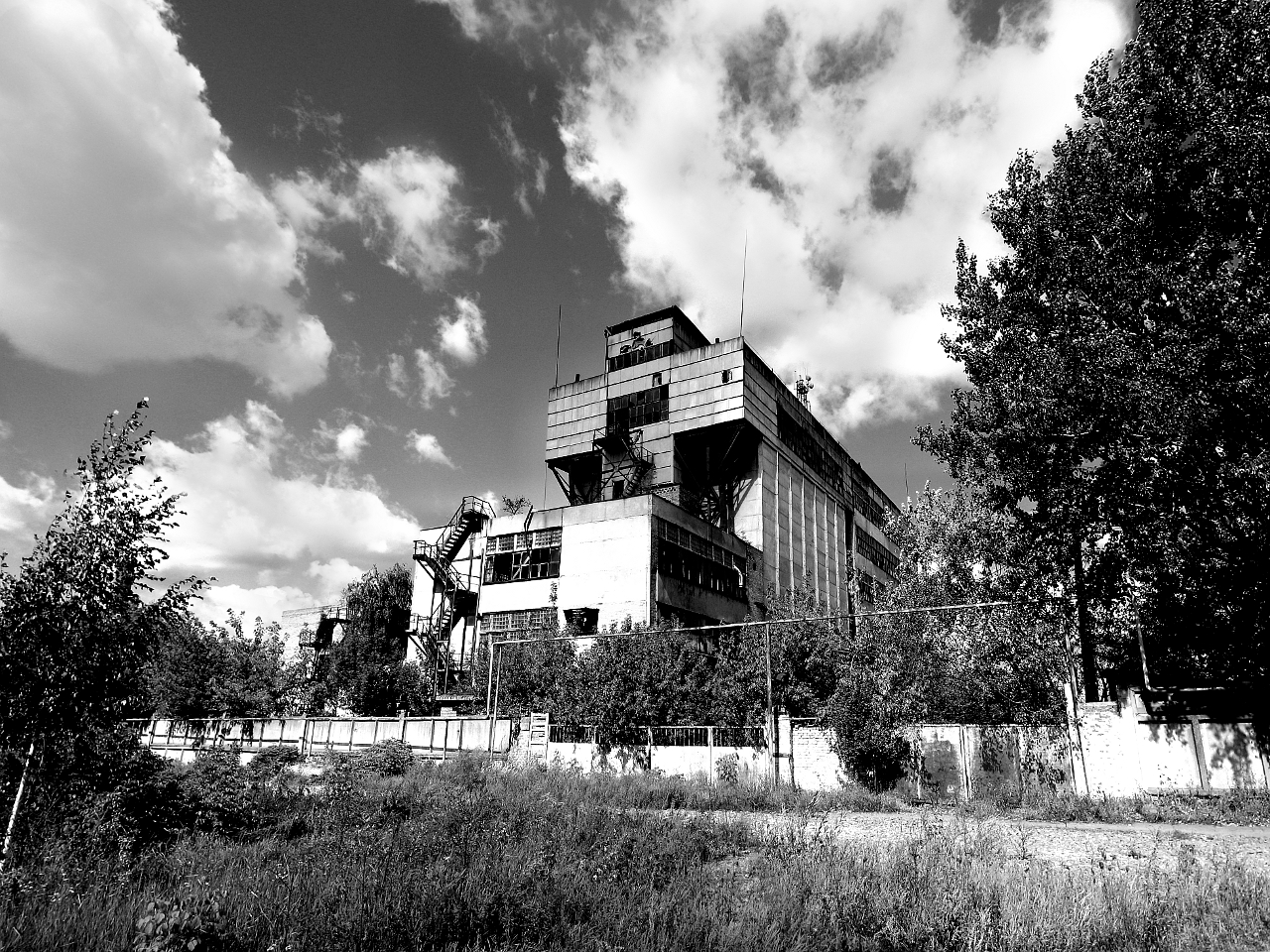
Біохімічний завод
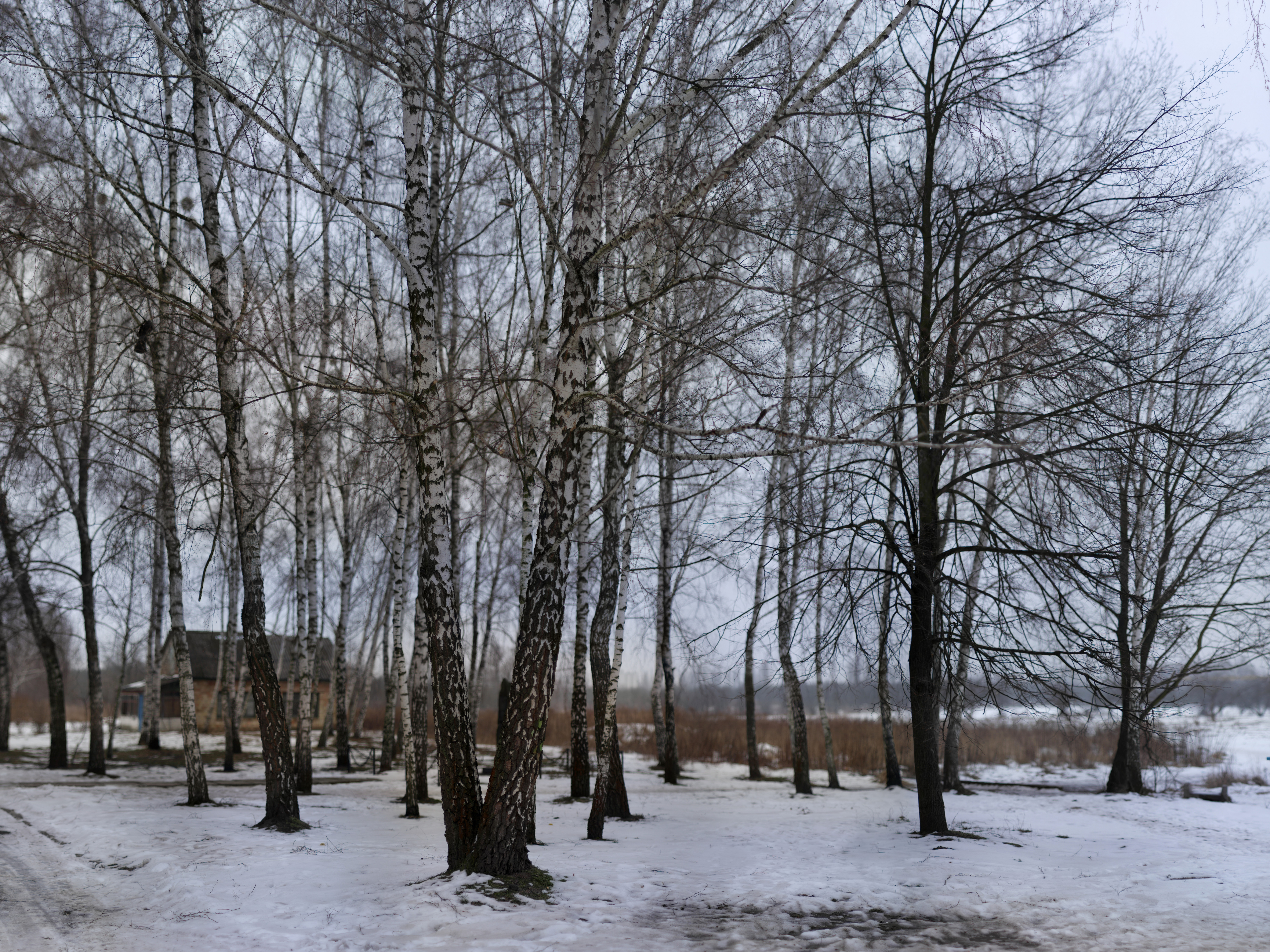
Берези